# Sayonara Wild Hearts
Sayonara Wild Hearts es un juego de ritmo creado por la desarrolladora sueca Simogo y publicado por Annapurna Interactive para PlayStation 4, Nintendo Switch, MacOS, IOS (en Microsoft Windows el 12 de diciembre de 2019, y para Xbox One el 25 de febrero de 2020). Fue lanzado el 19 de septiembre de 2019. El juego tuvo reseñas positivas por sus gráficos, banda sonora y jugabilidad, y fue nominado para diversos premios.

## Jugabilidad
Sayonara Wild Hearts es un juego de ritmo dividido en 23 niveles. En cada nivel, el jugador controla al protagonista mientras viaja automáticamente por un paisaje surreal junto a una banda sonora de pop. El jugador recibe puntos por corazones recogidos, pulsando los botones al tiempo correcto y evitando obstáculos, y son valorados en medallas de bronce, plata y oro.

## Argumento

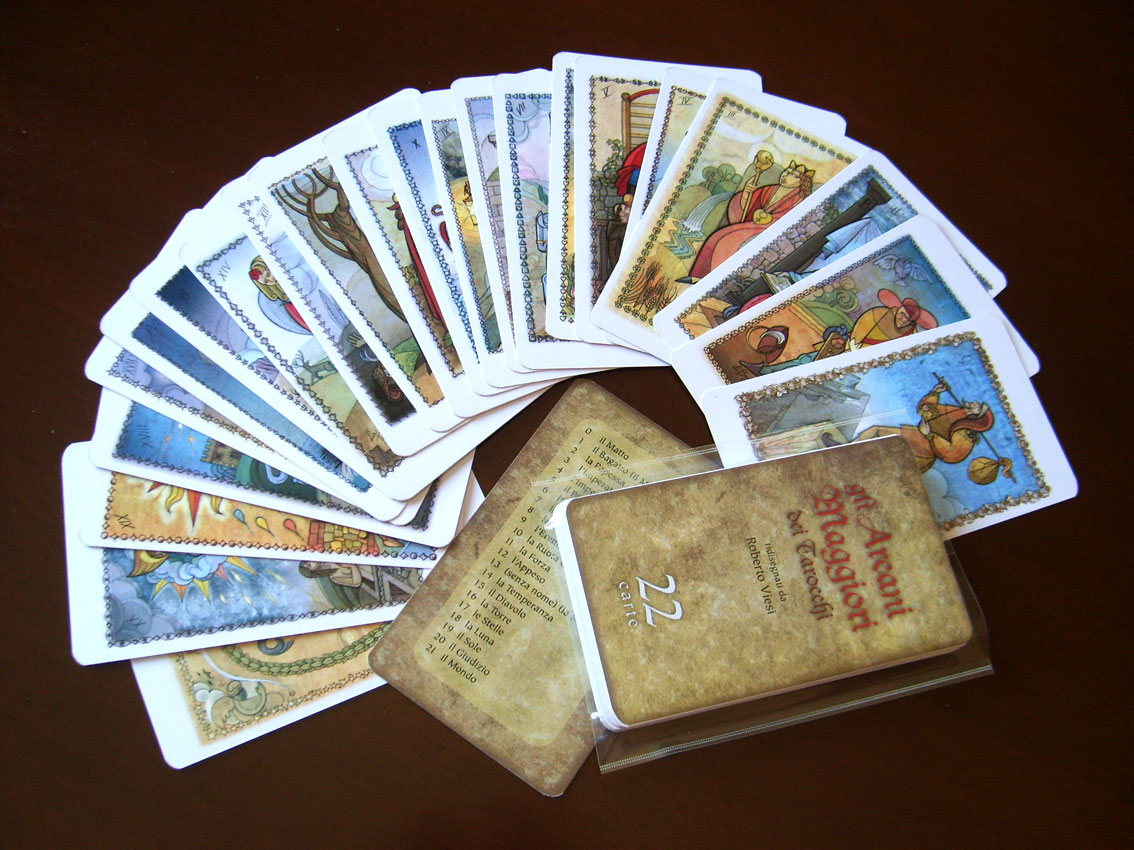
Baraja de 22 cartas inspirada en el Tarot de Marsella, pero con el estilo gráfico del autor.

En un universo paralelo observado por tres divinas arcanas del Tarot (La Sacerdotisa, El Hierofante y La Emperatriz), una arcana maldita llamada Pequeña Muerte (La Muerte), y sus aliados, los Dancing Devils (El Diablo), los Howling Moons (La Luna), los Stereo Lovers (El Enamorado) y Hermit64 (El Ermitaño), robaron toda la armonía y la escondieron en su corazones. Antes de que las divinas arcanas empezasen a desvanecerse, crearon una heroína desde los fragmentos de un corazón salvaje.
En un tiempo cerca del presente, hay una mujer joven la cual su corazón ha sido roto violentamente. La heroína que las divinas arcanas crearon se transforma en una mariposa y vuela hacia la mujer joven, la cual esta descansando en su cama. La mariposa la transporta al universo paralelo. Patinando en su Tabla larga a través de un camino etéreo, persigue a la mariposa, y cuando la captura, se transforma en una heroína enmascarada (El Loco).
Después ella cae a través de un pasaje y llega a una ciudad púrpura y rosa. Invoca una motocicleta, y empieza a surcar con el. Esquivando coches, tranvías y edificios, encuentra un trío de mujeres enmascaradas, los Dancing Devils. Pelean en la calle, antes de surcar por la ciudad en motocicletas. La heroína persigue y derrota a cada miembro del trío en turnos, y reclama sus corazones. La heroína después viaja a un bosque mítico. Con la ayuda de un ciervo, surca por el bosque y se encuentra a los Howling Moons, un cuarteto de mujeres enmascaradas. Después de seguirlas, el cuarteto se transforma a una manada de lobos, y la heroína equipa su motocicleta con armas automáticas duales. El cuarteto enmascarado salta a un cerbero grande mecánico y una batalla acontece, pero la heroína destroza su robot, y reclama su corazones.
La heroína luego es teletransportada a una torre, y después de escalarla, es teletransportada a una ciudad flotante. Encuentra y pelea un enemigo enmascarado con una espada, que es dividida en dos mujeres, los Stereo Lovers. Los enemigos luego intercambian el universo en el que están cada par de segundos, pero la heroína aprende a hacer lo mismo, y persigue al dúo por la ciudad. Las derrota encima de un avión y reclama sus corazones, antes de teletransportarse a un desierto. Conduciendo un coche por la noche, se encuentra a Hermit64, un enemigo llevando un casco de realidad virtual como máscara. La heroína viaja al mundo virtual del ermitaño, y obtiene el corazón atrapado dentro. Navegando a través de un océano, llega a una ciudad oscura y lluviosa.
Ahí conoce a un enemigo enmascarado con una guadaña, Pequeña Muerte. El enemigo manda calaveras voladoras hacia la heroína, pero ella invoca un arco y los dispara. Después derrota a Pequeña Muerta, pero los fragmento del corazón del enemigo se reforman a un monstruo final enorme. Después de derrotarlo, la heroína se transforma de vuelta en sí misma, la mujer joven. Después se imagina a sí misma como cada uno de sus antiguos enemigos, y procede a luchar en cada turno. En vez de derrotarlos, los perdona con un beso. Las arcanas divinas le dicen a la mujer joven que ha restaurado la armonía a su mundo, y desean su bien estar. Surca con su skate y llega algo más jodida, pero de vuelta a su habitación.

## Recepción
Sayonara Wild Hearts recibió críticas "generalmente favorables", según el agregador de revisiones Metacritic.
La banda sonora del juego fue críticamente aclamada. PlayStation Universe pensó que la banda sonora del juego fue "absolutamente excepcional", y la mejor banda sonora de cualquier juego de 2019.